# Aéroport de Juína
L'aéroport de Juína (code IATA : JIA • code OACI : SWJN) est l'aéroport desservant la ville de Juína au Brésil.

## Compagnies aériennes et destinations
| Compagnies         | Destinations                      |
| ------------------ | --------------------------------- |
| ASTA Linhas Aéreas | Cuiabá, Juara, Lucas do Rio Verde |

## Accès
L'aéroport est situé à 2 km du centre-ville de Juína.